# Lili
A Lili női név több idegen név (Karolina, Elizabet, Júlia) közös becenevéből önállósult.  Nincs összefüggésben a hasonló hangzású  angol lily szóval, amelynek jelentése: liliom.

## Rokon nevek
- Lilia:[1] valószínűleg a Lili továbbképzése az orosz Lilija vagy a finn Lilja név hatására.[3]
- Lilian:[1] angol eredetű, az Elizabet becenevéből, illetve a Lili továbbképzéséből alakult ki.[3]
- Liliána:[1] a Lilian latinos-olaszos továbbképzése.[3]
- Lilla
- Lilianna:[1] a Liliána újabb keletű magyar alakváltozata, talán a Julianna hatására.[2]
- Lilien:[1]

Becenevek: Lili, Lilike, Lila, Lilianna, Lilien, Liliána, Lilla, Liliom, Lilo, Lilci, Lilu

## Gyakorisága
Az 1990-es években a Lili gyakori név volt, a Liliána ritka, a Lilian igen ritka, a Lilia és a Lilianna szórványos név volt, a Lilient nem lehetett anyakönyvezni, a 2000-es években a Lili a 7-15., a Liliána a 36-79., a Lilien 2007 után a 67-87. leggyakoribb női név, a többi nem szerepel az első százban.

## Névnapok
Lili, Lilia
- július  11.

Lilian, Liliána, Lilianna
- július 27.
- augusztus 11.

Lilien:

## Híres Lilik, Liliák, Lilianok, Liliánák, Liliannák és Lilienek
- Berky Lili színésznő
- Córdobai Szent Liliána (Liliosa) keresztény mártír
- Darvas Lili színésznő
- Gimesné Hajdú Lili pszichoanalitikus
- Horváth Lili színésznő
- Kronberger Lili világbajnok műkorcsolyázó
- Lily Allen énekesnő
- Lily Loveless angol színésznő
- Lili Reinhart amerikai színésznő
- Lilli Palmer filmszínésznő
- Lili Taylor filmszínésznő
- Marton Lili írónő
- Móricz Lili, Móricz Zsigmond leánya
- Muráti Lili színésznő
- Ország Lili festő, grafikus
- Szilágyi Liliána Európa-bajnok úszónő
- Poór Lili színésznő
- Lilian svéd hercegnő
- Kanyurszky Lili írónő

Kitalált személyek
- Lilly Moscowitz, a Neveletlen hercegnő-sorozat egyik főszereplője
- Lily Potter, Harry Potter édesanyja